# Mega Speelstad
Mega Speelstad is een speeltuin en attractiepark in Wechelderzande, Lille, België. Het park is het hele jaar door toegankelijk voornamelijk voor kinderen tussen de 2 en de 10 jaar (de grotere attracties tot zo'n 14 jaar). Naast de binnenspeeltuin ter grootte van 5000 m² is er ook een buitenspeeltuin genaamd Toverstad met een grootte van 9 000 m².

## Attracties
| Naam          | Type                    | Bouwer                |
| ------------- | ----------------------- | --------------------- |
| Skydive       | Butterfly               | Heege Freizeittechnik |
| Disco Twister | Gemotoriseerde achtbaan | EOS Rides             |
| Luna-loop     | Luna Loop               | Heege Freizeittechnik |
| Jungle Loop   | Jungle Loop             |                       |
| Schommelboot  | Schommelschip           |                       |
| Crazy Cans    | Theekopjes              |                       |
| Spookhuis     | Spookhuis, Walkthrough  |                       |

- Botsauto's
- Klim- en klauterkooien
- Luchtkastelen
- Paardenmolen
- Go-cart
- Draaimolens
- 4 ballenbaden
- Lunapark
- Make-up
- Hangbruggen
- Kinderdisco
- PS2 Hall
- Klimvulkaan
- Speelstad Express
- 15 sprookjeshuisjes
- Klimvulkaan
- Kinderboerderij
- Trampolines
- Glijbanen
- Speelstad Express